# 葵みちる
葵 みちる（あおい みちる、2月26日 - ）は、日本の漫画家。高知県高岡郡窪川町（現：四万十町）出身・東京都在住。『ちゃお』および『ちゃおデラックス』（いずれも小学館）で執筆している。
第56回小学館新人コミック大賞入選作、「みずたま・ハート♥」でデビュー。元ちゃお作家でコミックハイ!に移籍した塚本やよいや、『ChuChu』（同）→『プチコミック』（同）のかわはらなつみとも親交が深い。
近年は、ファッション雑誌『ニコ☆プチ』（新潮社）のイラストを手がけるなど、小学館の枠を超えて活動している。

## 作品一覧
- みずたま・ハート♥（2005年ちゃおDX秋の増刊号）
- ぴかぴか☆キラキラ☆（2005年ちゃおDX冬の増刊号）
- 華子のラブ♥テキスト（2006年ちゃおDX初夏の増刊号）
- ミルキー☆ウェイ〜天の川〜（2006年ちゃおDX夏の増刊号）
- ファイティング♥ぷりんせす×2（2006年ちゃおDX秋の増刊号）
- 初恋＊イルミネーション（2006年ちゃおDX冬の増刊号）
- げっちゅー!!ラブ♥ケータイ（2007年ちゃおDX春待ち増刊号）
- ナ・イ・ショ!のちゅーがく☆デビュー（2007年ちゃお4月号）★本誌初登場
- カリスマGIRL☆うららちゃん!!（2007年ちゃおDX春の大増刊号）
- しろ・くろ・あんずパニック!!（2007年ちゃお6月号）
- リズミカル☆スタイル（2007年ちゃお8月号 - 10月号）
- カリスマGIRL☆うららちゃん!!〜ファーストKISS大作戦!〜（2007年ちゃおDX冬の大増刊号）
- ∞（むげんだい）リサーチ☆ガール（2008年ちゃおDX春待ち増刊号）
- ときめく♥まりあーじゅ（2008年ちゃお4月号 - 6月号）
- るりか★ザ★ラブファイター
- めがねちゃんの恋する事情。
- ぜったいプリンセス
- ラブリーパンチ！
- A組1番 綾小路みさくら!シリーズ
- ギャル小学生れいな
- 世界制服☆ハニー（ちゃお2009年8月号 -10月号）
- 恋はキラキラ！
- お・ね・が・い　ドリームダーリン
- ラブ侍ユイカ(ちゃお2010年5月号 - 7月号）
- あたしたちの恋愛マニュアル★（ちゃおデラックス2010年夏号）
- 120％ガールフレンズ（ちゃおデラックス2010年秋号）
- お・そ・ろ・インスピレーション☆
- 爆走！みらいロード
- 乙女ちゃんと小悪魔ガール★（ちゃおデラックス2011年春号）
- ワケあり幽霊に気をつけて！
- 学校の七不思議★ツアーズ
- ハイテンション☆青春クラブ（ちゃおDX2012年夏号）
- 亜澄くんは私のものっ！（ちゃおデラックス2012年秋号）
- お呪いクラブの幸子ちゃん
- すーぱーブランド☆花凛（ちゃおDX2013年春号）
- 彼氏なんて簡単にできるでしょ？（ちゃおDX2013年初夏号）

## 単行本一覧
- リズミカル☆スタイル（小学館）全 1巻
- ときめく♥まりあーじゅ（小学館）全 1巻 ISBN 9784091317971（2008年9月）
- 世界制服☆ハニー（小学館）全 1巻(2009年12月）
- ラブ侍ユイカ（小学館）全1巻（2010年9月）
- ＬＯＶＥ まさお君が行く！全1巻（2012年6月）